# Síndrome de trastorno de Trump
El síndrome de trastorno de Trump (STT, o TDS por sus siglas en inglés) es un término peyorativo que generalmente se refiere a las críticas o reacciones negativas al presidente de Estados Unidos Donald Trump que se perciben como irracionales y tienen poca consideración por las posiciones políticas reales de Trump o las acciones emprendidas por su administración. El término ha sido utilizado principalmente por los partidarios de Trump para desacreditar las críticas a sus acciones, como una forma de replantear la discusión al sugerir que sus oponentes son incapaces de percibir el mundo con precisión, convirtiendo el término en una falacia lógica. Los periodistas han usado el término para llamar a la moderación al juzgar las declaraciones y acciones de Trump. El término también ha sido utilizado por el comentarista político John Avlon para describir a los partidarios de Trump que señalan fraude en las elecciones presidenciales de 2020.

## Origen del término
El origen del término se remonta al columnista político y comentarista Charles Krauthammer, un psiquiatra, que originalmente acuñó la frase «síndrome de trastorno de Bush» en 2003 durante la presidencia de George W. Bush. Ese "síndrome" fue definido por Krauthammer como "el inicio agudo de la paranoia en personas por lo demás normales en reacción a las políticas, la presidencia y la existencia misma de George W. Bush". El primer uso del término "Síndrome del trastorno de Trump" (STT), puede haber sido por Esther Goldberg en un artículo de opinión de agosto de 2015 en The American Spectator; aplicó el término a los "republicanos de la clase gobernante" que son despectivos o desprecian a Trump. Krauthammer, en un artículo de opinión en el que criticaba duramente a Trump, comentó que, además de la histeria general sobre Trump, el "síndrome del trastorno de Trump" era la "incapacidad para distinguir entre diferencias políticas legítimas y signos de patología "en su comportamiento.

## Definición
Fareed Zakaria definió el síndrome como "odio al presidente Trump tan intenso que afecta el juicio de las personas". El editor general Chris Cillizza de CNN llamó a STP "la nomenclatura preferida de los defensores de Trump que ven a quienes se oponen a él y a sus políticas como nada más que el odio ciego de quienes predican la tolerancia y la libertad de expresión". Apuntando a acusaciones previas de Síndrome de trastorno de Bush y síndrome de trastorno de Obama, Cillizza sugirió: "Visto de manera más amplia, el aumento de los síndromes de trastorno presidencial es consecuencia de una mayor polarización, sin mencionar nuestra autoclasificación nacional en el trabajo en el país hoy" muchas personas sienten que deben ser de un lado u otro del espectro político según que trabajo tengan. Bret Stephens ha descrito el término como algo utilizado por grupos conservadores cada vez que alguien habla de manera crítica contra Trump, independientemente de su afiliación política.
El analista político John Avlon utiliza el término con un sentido más generalizado que incluye las emociones positivas y el odio hacia Trump, de modo que, por ejemplo, STT explica el negacionismo sobre la derrota de Trump en las elecciones de 2020, como una "diagnóstico político" de personas que "simplemente no pueden aceptar el hecho de que perdió las elecciones".

## Uso
El término ha sido ampliamente aplicado por escritores pro-Trump a los críticos de Trump, acusándolos de responder negativamente a una amplia gama de declaraciones y acciones de Trump.
El uso del término ha sido llamado parte de una estrategia GOP más amplia para desacreditar las críticas a las acciones de Trump, como una forma de "reformular" la discusión al sugerir que sus oponentes políticos son incapaces de percibir el mundo con precisión. Sin embargo, según Kathleen Hall Jamieson del Annenberg Public Policy Center, el término podría ser contraproducente para los partidarios de Trump porque la gente podría interpretarlo en el sentido de que Trump es el que está "trastornado", en lugar de los que criticarlo.

De hecho un "trastorno de Trump" fue una advertencia de psiquiatras estadounidenses en 2017. En febrero un grupo de más de mil psiquiatras y psicólogos creó Citizen Therapists Against Trumpism. En marzo enviaron una carta abierta al editor del diario The New York Times, bajo el título "Profesionales de la salud mental advirtien sobre Trump" , en donde comentaban sobre los  desórdenes mentales del presidente. El grupo de expertos afirmaban que el mandatario estadounidense sufría una “grave inestabilidad emocional” que le hacía “incapaz de servir con seguridad como presidente; el discurso y acciones del señor Trump demuestran su nula habilidad de tolerar puntos de vista diferentes al suyo, lo que provoca reacciones de rabia, le resulta imposible sentir empatía, los individuos con esta clase de desórdenes, tienden a distorsionar la realidad para encajar en su estado psicológico, atacando a aquellos que los enfrentan" (en este caso periodistas y científicos). En Europa los psiquiatras  aseguran que Trump padece trastorno narcisista de la personalidad.

Algunos partidarios de Trump han afirmado que juega una forma de "ajedrez multidimensional" en un nivel mental que sus críticos no pueden comprender, lo que, según dicen, explica por qué los críticos están frustrados y confundidos por las palabras y acciones de Trump. El presentador de Fox News Bret Baier y el expresidente de la Cámara de Representantes Paul Ryan han caracterizado a Trump como un " troll" que hace declaraciones controvertidas para ver "explotar las cabezas" de sus adversarios.
El término ha sido utilizado por periodistas críticos con Trump para pedir moderación. Fareed Zakaria, quien instó a los estadounidenses a votar en contra de Trump llamándolo un "cáncer en la política, argumenta que toda política de Trump "no puede ser axiomáticamente errónea, malvada y peligrosa". Adam Gopnik, quien adopta una posición fuerte anti-Trump, respondió a estas afirmaciones de que es un "error enorme e incluso fatal para los liberales (y conservadores anti-trump) responder negativamente a cada iniciativa de Trump, a cada política de Trump, y cada idea de Trump ". Argumentando que los oponentes de Trump deben reconocer que el problema real es el "Autoengaño trastornado de Trump", que Gopnik definió como el "Síndrome" como el "espasmo diario de gratificación narcisista y vanidad episódica" del presidente Trump.

### Ejemplos de uso
El senador Rand Paul ha citado el llamado síndrome varias veces. En una entrevista del 16 de julio de 2018, dijo que los investigadores deberían centrarse simplemente en la seguridad electoral y dejar de "acusar a Trump de connivencia con los rusos y toda esta locura que no es verdad", acusaciones que, según él, estaban totalmente motivadas por el "síndrome de trastorno de Trump".
Trump usó el término en un tuit después de la Cumbre Rusia-Estados Unidos 2018 en Helsinki:

| Donald J. Trump  | Twitter |
| @realDonaldTrump |         |

             Algunas personas odian el hecho de que me lleve bien con el presidente Putin de Rusia. Preferirían ir a la guerra que ver esto. ¡Se llama síndrome del trastorno de Trump!
         

        2018-07-18

También lo usó en un tuit sobre el libro de Alan Dershowitz "El caso contra la acusación de Trump".:

| Donald J. Trump  | Twitter |
| @realDonaldTrump |         |

             .@AlanDersh, un abogado brillante, que aunque es un Demócrata Liberal que probablemente no votó por mí, ha hablado de la Caza de Brujas con mucha claridad y de una manera muy positiva. Ha escrito un libro nuevo y muy importante llamado "El caso contra la acusación de Trump", ¡que animaría a todas las personas con el síndrome del trastorno de Trump a leer!
         

        2018-07-26

En julio de 2018, Jeanine Pirro acusó a Whoopi Goldberg de sufrir el síndrome del trastorno de Trump durante una aparición como invitada en   The View  para promocionar su nueva publicación libro. Esto ocurrió mientras Pirro respondía a una pregunta sobre cómo funciona realmente el "estado profundo".
En julio de 2018, Eric Zorn escribió en el  Chicago Tribune  que el síndrome aflige a los partidarios de Trump más que a sus críticos, ya que "lo que el equipo Trump llama trastorno es, en la mayoría de los casos, una preocupación racional por su comportamiento y la dirección que está tomando el país... El verdadero Síndrome del Trastorno de Trump suelto en la tierra es la ilusión que sufren aquellos que todavía piensan que él hará de este país un lugar mejor para la gente promedio ".
Secretaria de Prensa de la Casa Blanca Sarah Huckabee Sanders también usó el término en este tuit:

| Sarah Sanders | Twitter |
| @PressSec     |         |

             El síndrome del trastorno de Trump se está convirtiendo en una gran epidemia entre los demócratas. En lugar de asustarse por el auge de la economía de Trump, ¿por qué no celebrarlo?
         

        2018-08-01

En septiembre de 2018, Fox News personalidad y partidario de Trump, Sean Hannity criticó a "The Washington Post" por tener el síndrome del trastorno de Trump por afirmar en un editorial que Trump, debido a su actitud hacia el cambio climático, es "cómplice" de los huracanes que azotan a los Estados Unidos; Hannity dijo que "ahora es una psicosis en toda regla, es un nivel psicológico de desquicia que nunca he visto".
En noviembre de 2018, Michael Goodwin, escribiendo en el New York Post, discutió una variante del síndrome del trastorno de Trump que llamó "síndrome de imitación de Trump".
En agosto de 2019, Anthony Scaramucci, ex Director de Comunicaciones de la Casa Blanca de Trump, dijo en entrevistas con " Vanity Fair" y CNN que él tenía el "síndrome de fatiga de Trump" en lugar del síndrome de trastorno de Trump.
En septiembre de 2019, Sean Hannity caracterizó como "síndrome de trastorno de Trump" la continua cobertura de la prensa hacia  Trump que tenía razón al afirmar en septiembre 1 que el Huracán Dorian planteó un peligro para Alabama, afirmando que "casi todas las redacciones en Estados Unidos lo arruinaron y mintieron", y agregó que había "muchos idiotas psicóticos en la mafia de los medios ".